# الآباء ذوو الإعاقة
الآباء ذوو الإعاقة هم الأشخاص الذين يعانون من اضطرابات معينة (عقلية أو جسدية أو أنواع أخرى)، الذين يقومون بتربية أطفالهم أو يقوم أطفالهم برعايتهم.
تسبب الإعاقة مشكلات مختلفة للوالدين أنفسهم وأطفالهم والأسرة بأكملها. درس الباحثون الآثار والقضايا التي تخص الآباء المعاقين. تهدف هذه الدراسة إلى مساعدتهم، وقد قدمت المنظمات والحكومات الاستراتيجيات ذات الصلة لتقديم الدعم.
يشير مصطلح «الإعاقة» إلى وجود واحد أو أكثر من القيود، إما في أية أنشطة أساسية -متضمنةً الرعاية الذاتية، والتنقل، والتواصل- أو في العمل. ويجب أن تكون احتمالية وجود قيود معينة عالية جدًا لتستمر أو استمرت مدة 6 أشهر أو أكثر لتُعَد إعاقة.

## تصنيف الإعاقات
تشمل الإعاقة مجموعة من الاضطرابات تختلف حسب نوع الحالة ودرجة الخطورة. هنالك مسائل مهمة تختلف باختلاف مرحلة حياة الأسرة ونوع الإعاقة.
الإعاقة الجسدية هي النوع الأكثر شيوعًا نسبيًا. تشير البيانات إلى أنه من بين الأطفال الذين يعيشون مع أحد الوالدين المعاقين، فإن 91٪ منهم لديهم والد معاق جسديًا بينما 11٪ لديهم والد يعاني من إعاقات عقلية أو سلوكية.

### الآباء المعاقون جسديًا
تشمل الحالة الجسدية: السرطانات، وأمراض الغدد الصماء، وأمراض الجهاز العصبي، والعين، والأذن، والدورة الدموية، والجهاز التنفسي، والجهاز الهضمي، والجهاز العضلي الهيكلي، والاضطرابات الخُلقية، والإصابات والحالات الجسدية الأخرى. لفترة طويلة، بُنِي عدد كبير من الأبحاث عن الآباء المعاقين جسديًا على فرضية سلبية واستنتاجات موصى بها. يعاني الوالدان المصابان بإعاقات جسدية أو حسية أيضًا تفسيرًا خاطئًا لقدراتهم الأبوية، ما يشكل عقبة كبيرة عندما يحاولون بناء أسرهم وإعالتها.

#### الآباءالصم
يواجه الآباء الصم حاجز التواصل الذي يؤدي إلى تقييد المشاركة في الشبكة الاجتماعية.

#### الآباءضعاف البصر
يواجه الآباء المعاقون بصريًا صعوبات في تأمين البيئة الآمنة المحيطة بأطفالهم وأنفسهم، إضافةً إلى القيود المفروضة على الأنشطة التي يمكنهم مشاركتها مع أطفالهم.

#### صعوبات في الحركة
تجعل صعوبات التنقل الآباء يعتمدون على الآخرين أو على معدات معينة، مثل الكراسي المتحركة، لدعمهم. ويحتاجون إلى مزيد من الطاقة ووقت أطول للانتقال من مكان إلى آخر.

#### ألم مزمن
يسبب الألم المزمن التوتر، ويقلل من صبر الآباء مع أطفالهم في الحياة اليومية. وهنالك حاجة إلى مزيد من الراحة، ما يحد من الوقت المخصص لأبنائهم. الآثار الجانبية الناجمة عن تسكين الآلام والأدوية الضرورية الأخرى، متضمنةً الإدمان المحتمل، هو تحدٍ آخر يواجهه هذا النوع من الآباء.
يشمل الاضطراب العقلي أو السلوكي: الذهان، والعصاب، والاضطرابات الفكرية، والنمائية، وغيرها من الاضطرابات العقلية أو السلوكية.

### الآباء المعاقون عقليًا
يشمل الاضطراب العقلي أو السلوكي الذهان والعصاب والاضطرابات الفكرية والنمائية وغيرها من الاضطرابات العقلية أو السلوكية.

#### الإعاقات الذهنية
يواجه الآباء ذوو الإعاقات الذهنية تمييزًا كبيرًا في المعاملة عندما يحاولون إعالة أسرهم. إذ لديهم صعوبات في إدارة قضايا السكن والمسائل المالية بسبب الحرمان الاجتماعي والاقتصادي، الذي يؤدي إلى وجود الديون. عندما يكبر أطفالهم ولديهم معرفة أعلى من معرفة الوالدين، تظهر تحديات جديدة، مثل: تقديم المساعدة للأطفال في التعليم، وأنواع أخرى من التوجيه. وجدت مراجعة منهجية لعام 2018 أدلة منخفضة الجودة على أن بعض الآباء -وخاصة الأمهات من ذوي الإعاقات الذهنية- قدموا تربية فعالة عند تقديم التدريب والدعم للمهارات المطلوبة.

#### صعوبات التعلم
يحتاج الآباء الذين يعانون من صعوبات التعلم إلى المساعدة في معالجة المعلومات وإدارة الأهداف. تختلف الطريقة التي يكتسبون بها المعلومات ويفهمونها عن الآباء العاديين، ما يضعهم تحت النقد الاجتماعي ووصمة العار.

## مقدم رعاية شاب
مصطلح «مقدم رعاية صغير» يعني الأطفال الذين يشاركون في رعاية والديهم في الحياة.

### أنواع أنشطة الرعاية التي يقدمها الأطفال
- الرعاية المباشرة للوالدين، متضمنةً المساعدة في تنقل الوالدين، وغير ذلك من الاهتمامات الشخصية، مثل: استخدام المرحاض، والأكل، والتواصل، والاستحمام، وارتداء الملابس. من بين هذه المساعدات، تعد المساعدة في التنقل المساعدة المباشرة الأكثر شيوعًا، التي يقدمها مقدمو الرعاية الشباب.[1]
- المهام المنزلية العامة، مثل: الغسيل، والطبخ، والبستنة، وأعمال الإصلاح البسيطة. الأطفال المشاركون في هذا النوع من المساعدة يُمثلون قسمًا أكبر من أولئك الذين يساعدون في الرعاية الشخصية المباشرة.[1]
- الإدارة المالية، مثل: المساعدة بالمال، والفواتير، وحتى العمل لكسب نفقات المعيشة.[7]